# Otto Kropf
Otto Kropf (1901-1970) was een Duits fotograaf. Tijdens de Tweede Wereldoorlog maakte hij duizenden propagandafoto's voor de nazi's, waarvan een groot deel in België.

## Loopbaan
De professionele fotograaf Kropf werd in 1939 gemobiliseerd en door de Wehrmacht opgeleid tot oorlogscorrespondent. Hij werd ingedeeld bij de 612. Propagandakompanie en was aanwezig bij de invasie van België. Behalve zwart-witfoto's maakte hij in zijn vrije tijd ook dia's in kleur. Als medewerker van de Propagandastaffel had hij toegang tot kleurentechnologie.
Tijdens zijn verblijf in België van 1940 tot 1943 maakte Kropf rooskleurige reportages over het leven van alledag en het oorlogstoerisme. In juni 1941 legde hij een opgepoetst beeld vast van het Opvangkamp Breendonk. Ook in Nederland, Parijs, Noorwegen en Italië was hij actief.

## Archief
Duizenden oorlogsfoto's van Kropf zijn bewaard, waaronder 1400 genomen in Brussel. Ook zijn er alleen al over België een 300 kleurendia's geconserveerd. De Nederlander Otto Spronk wist in 1968 op een Duitse veiling 37 negatieven te verwerven van de Breendonkreportage. Dit materiaal, de enige fotografische getuige van de kampwerking, bracht hij onder in het CegeSoma.